# アドラー心理学
アドラー心理学（アドラーしんりがく）、個人心理学（こじんしんりがく、英: individual psychology）とは、アルフレッド・アドラー（Alfred Adler）が創始し、後継者たちが発展させてきた心理学の体系である。個人心理学が正式な呼び方であるが、日本ではあまり使われていない。
岸見一郎によれば、もともとはジークムント・フロイトとともに研究していたが、その学説はフロイトの理論とは大きく異なり、たとえば苦しみの原因をトラウマに求めないことなどがあげられる。
アドラー自身は自分の心理学について、個人心理学（ドイツ語: Individualpsychologie）と呼んでいた。なぜならば個人とは、分割できない存在である、と彼が考えていたことによる。

## 理論
アドラー心理学の理論的な枠組みは、次の5つを基本前提として受け入れていることによって成立している。

### 5つの基本前提（5Basic Assumptions）[4]
目的論（Teleology）
アドラー心理学では、個人の悩みは、過去に起因するのではなく、未来をどうしたいという目的に起因して行動を選択している、と捉える。アドラー心理学は、認知の歪みがある人や、感情と言動に不一致がある人に対して有効であり、周囲の同調圧力が煩わしければ、いっそのこと関係性を切り、自分が本当に歩みたい人生を、主体性に積極的に生きていくことを推奨している。
個人の主体性（Creativity）
全体としての個人は、生物学的には、個体保存と種族保存、社会学的には、所属、心理学的には、その人らしい所属、という目標のために行動する。
全体論（Holism）
アドラー心理学では、個人を、例えば、心と身体のような諸要素の集合としてではなく、それ以上分割できない個人としてとらえる。したがって、アドラー心理学では、心と身体、意識と無意識、感情と思考などの間に矛盾や葛藤、対立を認めない。それらは、ちょうど自動車のアクセルとブレーキのようなものであって、アクセルとブレーキは互いに矛盾し合っているのではなく、自動車を安全に走行させるという目的のために協力しているのと同じように、個人という全体が、心と身体、意識と無意識、感情と思考などを使って、目的に向かっているのである。
社会統合論（Social Embeddedness）
人間は社会的動物であることから、人間の行動は、すべて対人関係に影響を及ぼす。アドラー心理学では、人間が抱える問題について、全体論から人間の内部に矛盾や葛藤、対立を認めないことから、人間が抱える問題は、すべて対人関係上の問題であると考える。
人間は人間社会において生存しているものであって、その意味で社会に組み込まれた社会的存在なのである。社会的存在であるので、対人関係から葛藤や苦悩に立ち向かうことになるが、個人の中では分裂はしていなくて一体性のある人格として行動している。すべての行動には対人関係上の目的が存在している。社会に統合するというよりも、最初から社会的存在なのである。
仮想論（Fictionalism）
アドラー心理学では、全体としての個人は、相対的マイナスから相対的プラスに向かって行動する、と考える。しかしながら、それは、あたかも相対的マイナスから相対的プラスに向かって行動しているかのようである、ということであって、実際に、相対的にマイナスの状態が存在するとか、相対的にプラスの状態が存在するとかいうことを言っているのではない。人間は、自分があたかも相対的マイナスの状態にあるように感じているので、それを補償するために、あたかも相対的プラスの状態を目指しているかのように行動するのである。
これは哲学における認知論の問題である。ただし、「認知」という用語の使い方については、基礎心理学（臨床治療を直接の目的としない研究）の20世紀後半以降の主流派であるところの認知心理学における「認知」とは大きく異なることに注意が必要である。

## 技法
アドラー心理学の治療、または、カウンセリングは、上記の理論に基づいて、後述する来談者の共同体感覚を育成することが目的である。アドラー心理学においては、治療、または、カウンセリングの技法は、上記の理論に基づいて、来談者の共同体感覚の育成を目的として、適宜適切な技法が選択されるので、治療、または、カウンセリングの技法その部分だけを取り出すと、認知主義、認知行動主義、短期療法などの諸派の治療技法と同様に見られることがある。しかしながら、後に、認知主義、認知行動主義、短期療法などに分類される様々な治療技法に関して、既にアドラー自身が用いていた技法も多い。
アドラー心理学に基づいた治療、または、カウンセリングでは、アドラー心理学の理論に基づいて、来談者の共同体感覚を育成する目的で、様々な技法が用いられる。そのような治療中、または、カウンセリング中に、治療者、または、カウンセラーが、常に意識しているのは、来談者のライフスタイルについてである。

### ライフスタイル分析（Lifestyle Analysis）
ライフスタイルは、アドラー心理学の重要な鍵概念のひとつである。ライフスタイルとは、その人が、自分自身をどのような相対的マイナスの状態にあると考えていて、それを補償するために、どのようなプラスの状態を目指していて、それを達成するためにどのような手段を用いているか、というその人の人生の運動全体のことである。これは、アドラー心理学の人間理解の根本であるから、来談者のライフスタイルを分析するライフスタイル分析は、アドラー心理学独自の技法である。ライフスタイル分析は、治療、または、カウンセリングの必要に応じて行われる。

### 3つのライフタスク（Life Tasks）
アドラー心理学では、人間の問題は、すべて対人関係上の問題であると考える。したがって、アドラー心理学の治療、または、カウンセリングにおいては、来談者が抱えている問題は、対人関係上の問題であり、来談者が自らの資源（Resource）や使える力（Personal Strength）をうまく工夫すれば解決できるライフタスクであると考えている。アドラー心理学では、ライフタスクについて、来談者にとっての親疎の関係から次の3つに区別している。
仕事のタスク（Work Task）
永続しない人間関係。
交友のタスク（Friendship Task）
永続するが、運命をともにしない人間関係。
愛のタスク（Love or Family Task）
永続し、運命をともにする人間関係。もともとアドラーが述べていたのは、人類の存続に関する課題でもあり、男女の愛情関係が中心であったが、その後の進展で家族の問題も含まれるようになっている。
人間の問題について、このように恣意的に3つに分類することは、臨床上極めて有効で、アドラー心理学独自のことである。

もう長い間、わたしは次のように確信している。それは、人生のすべての問題は、3つの主要な課題に分類することが出来る。すなわち、交友の課題、仕事の課題、愛の課題である。

## 思想
アドラー心理学の治療、または、カウンセリングでは、来談者がよいと思うことを実行できるように援助すればそれでいいというふうには考えない。それは、アドラー心理学が共同体感覚という価値を持っているからである。

### 共同体感覚（独：Gemeinschaftsgefühl 英：Social interest）
共同体感覚について、まったく初めての人に説明することは難しい。それは、ちょうど、実際に、自転車もなく、また、自転車に乗ったこともない人に、自転車に乗るということについて説明するようなことだからである。
共同体感覚が発達している人は、自分の利益のためだけに行動するのではなく、自分の行動がより大きな共同体のためにもなるように行動する。なぜなら、人間は社会という網の目の中に組み込まれている（Social embeddedness）からである。それに対して、共同体感覚が未熟な人は、自分の行動の結末や影響を予測することをやめて、自分の利益だけしか目に入らないようにする。仮に、極端に自分の利益のことだけにしか関心がない人がいるとしたら、その人は自分の利益になる場合にだけ、他人と協力する／他人を利用しようとするだろうと想像される。そうすると、他人が自分を必要とする場合というのは、他人がその人自身の利益になる場合にだけということになり、安心して所属することが難しくなるだろう。このようにして、共同体感覚の未熟な人は、所属に問題を抱えやすく、不幸な人生を送ることになりやすいことになる。
共同体感覚について、アドラーは「共同体感覚は、生まれつき備わった潜在的な可能性で、意識して育成されなければならない」と述べている。それは、ちょうど自転車に乗れるようになる練習と同じことである。自転車に乗れるようになるためには、実際に、自転車に乗って練習しなければならない。最初は、うまく乗れずに転んだりして失敗を繰り返すだろう。しかし、そのようにして練習をしていくうちに、特別に意識することなく自転車に乗れるようになるだろう。同様に、共同体感覚を成長させるということは、共同体感覚とは何だろうと机上で考えることではなく、自分の行動ひとつひとつについて、「こうすることは、自分の利益ばかりでなく、相手のためにもなるだろうか。」「こうすることは、自分と相手の利益になるが、それはもっと大きな共同体にとってはどうだろうか。」と、より大きな共同体のためになる方向を選択することである。

## その他のアドラー心理学の重要な用語

### 器官劣等性・劣等感・劣等コンプレックス
現在のアドラー心理学では、器官劣等性、劣等感、劣等コンプレックスを次のように区別している。
器官劣等性（Organ Inferiority）
身体機能等について、客観的に劣っていること。例えば、弱視という器官劣等性がある場合、その人は、その器官劣等性を巡って人生上何らかの決断を迫られる。
劣等感（Inferiority feelings）
その人が主観的に「自分は劣っている」と感じること。
劣等コンプレックス（Inferiority complex）
劣等感を使って、ライフタスクから逃れようとすること。例：自分は頭が悪いので勉強をしても無駄だ。

### 勇気づけ（Encouragement）
その人が、その人の日常生活における困難を解決するよう援助することを勇気づけという。したがって、勇気づけることの目的は、相手が自分の日常生活の困難を解決すべく行動するようになることであって、相手の気分をよくするということではない。

### 自助グループ（Self-help group）
アドラー心理学では、アドラーの時代から、教師や親など非専門家を中心とした自助グループ（セルフヘルプ）活動が盛んだった。それは、アドラー心理学を学ぶには、
- 著作などを読書したり、講座などを受講して、いわゆる座学すること。
- 学んだことを実践すること。
- 自分の学んだこと、実践について、仲間と議論すること。

の3つをバランスよく継続することが重要だと考えられているからである。
日本では自助グループ活動が盛んである。

## 批判
アドラーと交流のあった科学哲学者のカール・ポパーはアドラー心理学は疑似科学を伴った理論であると批判している。
1919年のある時、ポパーは小児患者の症例をアドラーに報告した。しかし、アドラーはその患者を診た事さえないのに、自分の劣等感理論によってその事例を事も無げに分析してみせたという。ポパーによれば、アドラー心理学のように、どんな事例も都合よく解釈でき、反証可能性の無い理論はニセ科学である。これがアインシュタインの相対性理論のような本物の科学とは異なる点だと追及した。